# Füredi Mihály
Füredi Mihály; Aszalkovics (Vác, 1816. április 18. – Újfalu, 1869. május 3.) operaénekes (bariton), dalszerző, népdalgyűjtő, színész.

## Pályafutása
Eredeti szakmája kovácsmester. Csakhamar megtanult énekelni, s 1837–38-ban a Pesti Magyar Színház kórusának tagja volt, majd Kassán és Kolozsvárott lépett fel vándortársulatokkal. 1842-ben debütált budapesti Nemzeti Színházban Belcore szerepében Donizetti: Szerelmi bájital c. darabjában. Prózai szerepeket is megformált kezdetben, később népszínművekben is láthatta a közönség. Sobri (Szigligeti Ede: Két pisztoly) szerepében volt igazán sikeres. Ezután Bécsben folytatott énektanulmányokat. 1845-ben lett a Pesti Magyar Színház tagja, egészen 1863-ig játszott ott. Zeneszerzéssel és dalgyűjtéssel is foglalkozott, kiadott több dalgyűjteményt.

## Fontosabb szerepei
- Edmund (Shakespeare: Lear király)
- Rigoletto (Verdi)
- Cillei Ulrik (Erkel Ferenc: Hunyadi László)
- Figaro (Rossini: A sevillai borbély)
- Petur (Erkel Ferenc: Bánk bán)